# Dactylolabis (Dactylolabis) transversa
Dactylolabis (Dactylolabis) transversa is een tweevleugelige uit de familie steltmuggen (Limoniidae). De soort komt voor in het Palearctisch gebied.